# スリム・サグ
スリム・サグ（Slim Thug、本名: スティーブ・ジェロール・トーマス、1980年9月8日 - ）とは、アメリカ合衆国のラッパーである。

## 略歴
リル・キムなどの人気ラッパーとのコラボを経て、地元ヒューストンのヒップホップシーンで人気を確立。その後、2005年にデビューアルバム『Already Platinum』をリリースし、全米でゴールドディスクを獲得した。

## ディスコグラフィー

### アルバム
- Already Platinum (2005)
- Boss of All Bosses (2009)
- Tha Thug Show (2010)
- Hogg Life (2013)
- Hogg Life: The Beginning (2015)
- Hogg Life, Vol. 2: Still Surviving (2015)
- Hogg Life, Vol. 3: Hustler of the Year (2015)
- Hogg Life, Vol. 4: American King (2016)
- Welcome 2 Houston (2017)
- The World Is Yours (2017)
- Suga Daddy Slim: On tha Prowl (2019)
- Thug Life (2020)